# Heinz Reif

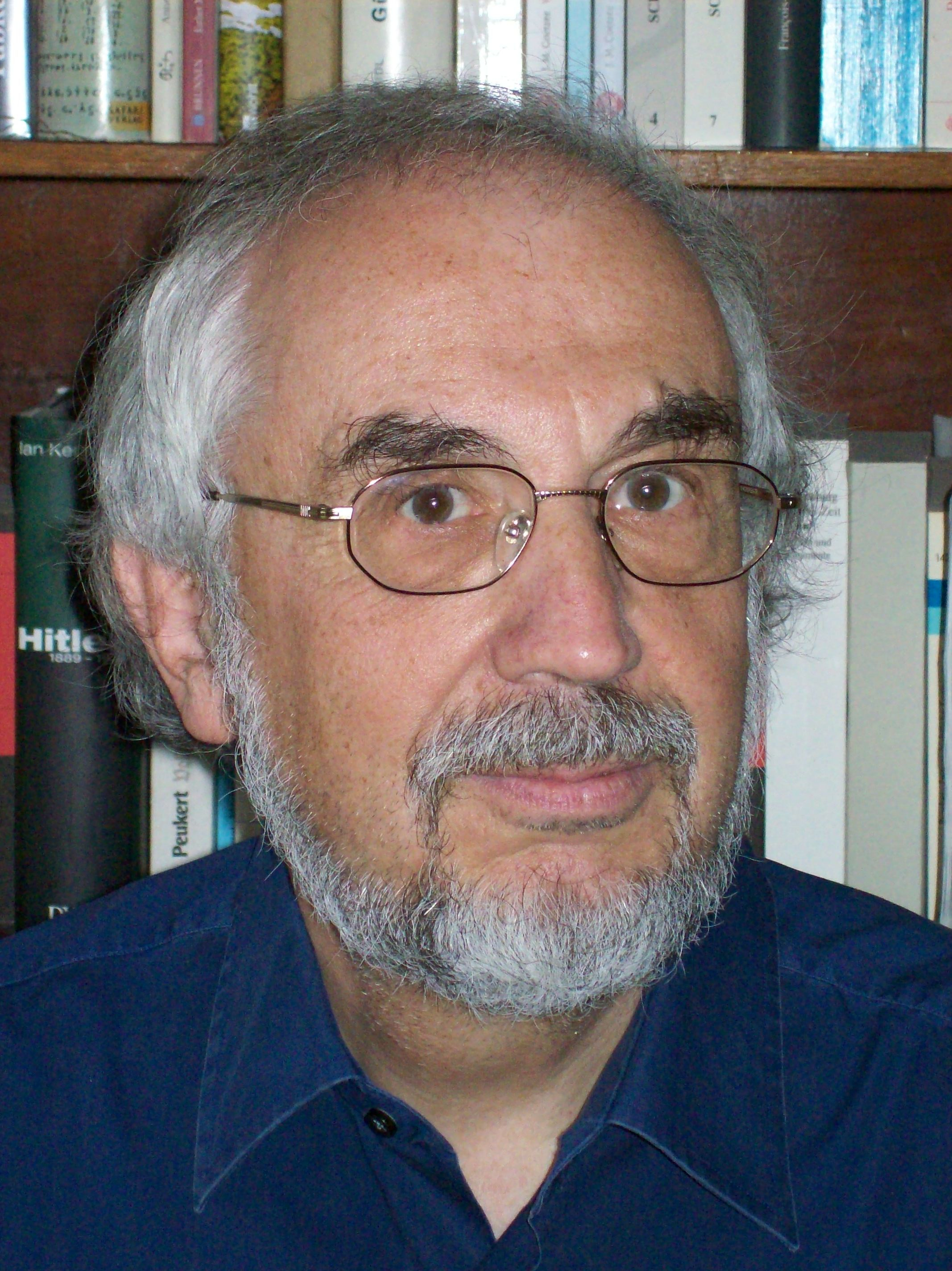
Heinz Reif im Jahr 2007

Heinz Reif (* 31. Oktober 1941 in Oberhausen) ist ein deutscher Historiker. Er lehrte von 1986 bis 2009 als Professor für Neuere Geschichte an der Technischen Universität Berlin. Zahlreiche Arbeiten zur Adelsgeschichte machten ihn zu einem Nestor der deutschen Adelsforschung zum 19. und 20. Jahrhundert.

## Leben und Wirken
Heinz Reif war zunächst als Maschinenbauingenieur tätig. Er studierte von 1968 bis 1973 die Fächer Geschichte, Literaturwissenschaft und Soziologie an den Universitäten Bochum, Münster und Bielefeld. Er war von 1973 bis 1983 Wissenschaftlicher Mitarbeiter und Wissenschaftlicher Assistent an der Universität Bielefeld bei Jürgen Kocka. Reif wurde 1977 promoviert über das Thema Westfälischer Adel 1770–1860. Vom Herrschaftsstand zur regionalen Elite. Ihm wurde 1981 der Heinz Maier-Leibnitz-Preis verliehen. Er habilitierte sich über das Thema Industrialisierung, Städtebildung und Arbeiterschaft in der Ruhrgebietsstadt Oberhausen 1850–1914 bei Jürgen Kocka, Hans-Ulrich Wehler und Christoph Kleßmann. Von 1983 bis 1986 leitete Heinz Reif das Ruhrlandmuseum (heute Ruhr-Museum) zur Industrie- und Sozialgeschichte des Ruhrgebiets in Essen. Von 1986 bis 2009 war Reif Professor für Neuere Geschichte an der Technischen Universität Berlin. Reif forschte 1995 als Visiting Fellow an der University of Essex und an der University of Leicester. Er gründete 2003 das Center for Metropolitan Studies (Zentrum für Metropolenforschung) der TU Berlin. Seine Nachfolgerin wurde 2009 Dorothee Brantz.
Seine Arbeitsschwerpunkte sind vor allem die Stadtgeschichte im 19. und 20. Jahrhundert, die Geschichte des Adels vom 18. bis 20. Jahrhundert, die Industrialisierung, Deindustrialisierung und Transformation von Industrieregionen, die Verkehrsgeschichte des 20. Jahrhunderts, die Museumskonzeption, Ausstellungsgestaltung und Medienberatung. Er veröffentlichte für die Enzyklopädie deutscher Geschichte einen Band über Adel im 19. und 20. Jahrhundert. Darin plädierte er für eine Abkehr von den die Adelsforschung lange Zeit dominierenden Niedergangsinterpretationen und sprach sich für eine kulturhistorische Erweiterung der Adelsgeschichte aus.
Er war 2001 Herausgeber eines Sammelbandes (Adel und Bürgertum in Deutschland), der die Referate einer Adelstagung bündelt. Darin vertrat er in der Einleitung die These: „Bis in den Nationalsozialismus hinein haben in Deutschland immer wieder bürgerliche Gruppen mit ihren Angeboten zur Bildung, ‚neuen Adels‘, mit ihren Zugriffen auf Werte, Kulturbedeutungen und Handlungsmuster der Adelstradition, den Adel aufgewertet, zu Re-Inventionen eigener ,Adligkeit' angeregt und damit von härteren, kostenreicheren Alternativen der Anpassung an die Moderne abgelenkt“. Die einzelnen Beiträge sollten „adlig-bürgerliche Brückenschläge“, „Angleichungsprozesse“ oder „die Schnittmenge gemeinsamer konservativer, antibürgerlicher und rechtsextremer Überzeugungen des Adels und eines Teils des Bürgertums“ herausarbeiten.
Reif war Herausgeber der Reihe Elitenwandel in der Moderne (bis 2016), Mitherausgeber der Informationen zur modernen Stadtgeschichte (bis 2011), des Jahrbuchs für Wirtschaftsgeschichte (bis 2007) und der Beiträge zur Stadtgeschichte und Urbanisierungsforschung (bis 2014). Reif ist Mitglied der Historischen Kommission zu Berlin.

## Schriften (Auswahl)
Monographien
- Adel, Aristokratie, Elite. Sozialgeschichte von Oben (= Elitenwandel in der Moderne. Bd. 13). De Gruyter Oldenbourg, Berlin u. a. 2016, ISBN 978-3-05-005066-9.
- mit Bariş Ülker: Herausforderung und Inspiration. Ernst Reuter als Städtereformer in der Türkei. = Challenges and Inspirations (= Zeitgeschichte im Fokus. Bd. 3). Bebra Wissenschaft Verlag, Berlin 2015, ISBN 978-3-95410-102-3.
- Adel im 19. und 20. Jahrhundert (= Enzyklopädie deutscher Geschichte. Bd. 55). Oldenbourg, München 1999, ISBN 3-486-55022-5 (2., um einen Nachtrag erweiterte Auflage. ebenda 2012, ISBN 978-3-486-70700-7).
- Die verspätete Stadt. Industrialisierung, städtischer Raum und Politik in Oberhausen 1846–1929 (= Schriften des Rheinischen Industriemuseums. Bd. 7). 2 Bände. Rheinland-Verlag u. a., Köln u. a. 1992–1993, ISBN 3-7927-1316-0.
- mit Michael Winter: Essener Zechen. Zeugnisse der Bergbaugeschichte. Stadt Essen, Essen 1986.
- Westfälischer Adel 1770–1860. Vom Herrschaftsstand zur regionalen Elite (= Kritische Studien zur Geschichtswissenschaft. Bd. 35). Vandenhoeck & Ruprecht, Göttingen 1979, ISBN 3-525-35991-8 (Zugleich: Bielefeld, Universität, Dissertation, 1977) (Digitalisat).

Herausgeberschaften
- mit Marie-Paule Jungblut und Michel Pauly: Luxemburg, eine Stadt in Europa. Schlaglichter auf mehr als 1000 Jahre europäische Stadtgeschichte. Germagz-Verlag, Chemnitz 2014, ISBN 978-3-9815545-3-3 (Musée d´Histoire de la Ville de Luxembourg – Katalog zur Dauerausstellung).
- mit Wiebke Porombka und Erhard Schütz: Versorgung und Moderne. Logistiken und Infrastrukturen der 1920er und 1930er Jahre. Peter Lang, Frankfurt am Main u. a. 2011, ISBN 978-3-631-59962-4.
- mit Moritz Feichtinger: Ernst Reuter. Kommunalpolitiker und Gesellschaftsreformer. 1921–1953 (= Reihe Politik- und Gesellschaftsgeschichte. Bd. 81). Dietz, Bonn 2009, ISBN 978-3-8012-4187-2.
- mit Moritz Feichtinger: Berliner Villenleben. Die Inszenierung bürgerlicher Wohnwelten am grünen Rand der Stadt um 1900 (= Schriftenreihe des Landesarchivs Berlin. Bd. 12). Gebr. Mann, Berlin 2008, ISBN 978-3-7861-2589-1.
- Adel und Bürgertum in Deutschland. 2 Bände. Akademie-Verlag, Berlin 2000–2001;
  - Band 1: Entwicklungslinien und Wendepunkte im 19. Jahrhundert (= Elitenwandel in der Moderne. Bd. 1). ISBN 3-05-003448-3;
  - Band 2: Entwicklungslinien und Wendepunkte im 20. Jahrhundert (= Elitenwandel in der Moderne. Bd. 2). ISBN 3-05-003551-X.
- Ostelbische Agrargesellschaft im Kaiserreich und in der Weimarer Republik. Agrarkrise – junkerliche Interessenpolitik – Modernisierungsstrategien. Akademie-Verlag, Berlin 1994, ISBN 3-05-002431-3.
- Räuber, Volk und Obrigkeit. Studien zur Geschichte der Kriminalität in Deutschland seit dem 18. Jahrhundert (= Suhrkamp-Taschenbuch Wissenschaft. Bd. 453). Suhrkamp, Frankfurt am Main 1984, ISBN 3-518-28053-8.
- Die Familie in der Geschichte (= Kleine Vandenhoeck-Reihe. Bd. 1474). Vandenhoeck und Ruprecht, Göttingen 1982, ISBN 3-525-33460-5.